# Вшебори (Соколівський повіт)
Вшебори (пол. Wszebory) — село в Польщі, у гміні Церанув Соколовського повіту Мазовецького воєводства.
Населення — 126 осіб (2011).
У 1975-1998 роках село належало до Седлецького воєводства.

## Демографія
Демографічна структура станом на 31 березня 2011 року:
|          | Загалом | Допрацездатний вік | Працездатний вік | Постпрацездатний вік |
| -------- | ------- | ------------------ | ---------------- | -------------------- |
| Чоловіки | 72      | 24                 | 44               | 4                    |
| Жінки    | 54      | 12                 | 28               | 14                   |
| Разом    | 126     | 36                 | 72               | 18                   |